# Заглядинська сільська рада
Загля́динська сільська рада (рос. Заглядинский сельский совет) — сільське поселення у складі Асекеєвського району Оренбурзької області Росії.
Адміністративний центр — селище Заглядино.

## Історія
До 2011 року селище Отділення 3 перебувало у складі Чкаловської сільради.

## Населення
Населення — 1731 особа (2019; 1882 в 2010, 2101 у 2002).

## Склад
До складу сільської ради входять:
| Населений пункт     | Населення, осіб (2002) | Населення, осіб (2010) |
| ------------------- | ---------------------- | ---------------------- |
| Заглядино, селище   | 1769                   | 1596                   |
| Отділення 3, селище | 332                    | 286                    |